# Comté du Middlesex (Jamaïque)
Pour les articles homonymes, voir Comté de Middlesex.

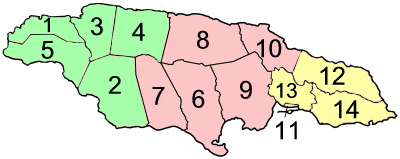
Le comté du Middlesex (en rose) sur la carte de la Jamaïque.

Le comté du Middlesex est l'un des 3 comtés de la Jamaïque au centre (en rose sur la carte).
Le comté contient les paroisses de : 
- Clarendon (6) (May Pen) ;
- Manchester (7) (Mandeville) ;
- Saint Ann (8) (Saint Ann's Bay) ;
- Sainte-Catherine (9) (Spanish Town) ;
- Saint Mary (10) (Port Maria).